# Alain Foka
Alain Desire Foka né le 22 juillet 1964 à Douala, est un journaliste, producteur et vidéaste web camerounais.

## Biographie
Alain Foka est né au camp Bertaud à New Bell - Douala. Dès l'âge de 6 ans, il rêve de devenir journaliste, sous l'influence de plusieurs modèles parmi lesquels Jean Vincent Tchienehom de Radio Cameroun (aujourd'hui CRTV, Cameroon Radio Television) et Georges Collinet de La Voix de l'Amérique,,.
Après l'obtention de son baccalauréat, bien qu'il soit reçu au concours d'entrée à l'École supérieure internationale de journalisme du Cameroun (ESIJY) aujourd'hui ESSTIC (École supérieure des sciences et techniques de l'information et de communication de Yaoundé), il choisit de suivre des études en sciences politiques en France, avant de revenir au journalisme,,.
En 2011, d'après une liste publiée dans le magazine New Afrique en son numéro du mois de juin, il est classé parmi les 100 Africains les plus influents dans la catégorie médias. Alain Foka fait partie des figures majeures du paysage médiatique africain et camerounais en particulier.

## Parcours
Diplômé de l'Institut d'études politiques de Paris, du Centre de formation des journalistes de Paris (CFJ) et de l'École supérieure de réalisation audiovisuelle (ESRA), Alain Foka commence sa carrière de journaliste à France Inter, où il présente des flashs d'information, puis il rejoint simultanément Europe 1 et La Cinq en tant que reporter.
En 1992, il fonde la société Phoenix Productions Médias, devenue Idy Productions, avec laquelle il réalise une cinquantaine de documentaires pour Planète, France 2 et TF1.
Depuis 1994, il est journaliste à RFI, et il produit et anime de nombreux magazines, dont actuellement Archives d'Afrique, Afrique Plus et Le débat Africain,. Il a aussi été aux commandes pendant plusieurs années de l'émission Mediaş d'Afrique sur RFI , une émission  qui se voulait une lecture de l'actualité internationale par les éditorialistes africains.
Le 17 octobre 2023, Alain Foka annonce son départ de RFI après près de 31 ans de collaboration, et remplacé par le présentateur à Rfi Namouri Dosso, Il est désormais à la tête du projet  « MANSSAH », qui souhaite apporter sa pierre à la renaissance de l’Afrique. Il lance dans la foulée son propre média AFO MEDIA.

## Citation
« Nul n'a le droit d'effacer une page de l'Histoire d'un peuple car un peuple sans Histoire est un monde sans âmes »
« Alpha Condé est l’exemple parfait de l’échec de l’intellectualisme africain »,.
« Celui qui ne sait pas d'où il vient, ne sait pas où il va, car il ne sait pas où il est ».

## Œuvres
De son émission Archives d'Afrique ou L'histoire contemporaine de l'Afrique à travers ses grands hommes. Illustrée d'archives sonores et de témoignages des acteurs encore vivants, est tirée la citation qui ouvre chaque émission, une phrase devenue leitmotiv pour les auditeurs : « Nul n'a le droit d'effacer une page de l'histoire d'un peuple, car un peuple sans histoire est un monde sans âme ».
Un coffret de 17 CD collector intitulé Archives d'Afrique - les pères fondateurs, qui présente des facettes méconnues des premiers dirigeants du continent noir, est annoncé comme le premier d'une série visant à vulgariser l'histoire de l'Afrique.

## Prix et reconnaissances
- 1999 : prix du meilleur journaliste africain de l’année
- 2005 : prix Cameroon press awards
- 2008 : prix du meilleur journaliste africain de l’année
- 2016 : prix Nelson Mandela du meilleur journaliste
- 2017 : prix Rebranding Africa Awards dans la catégorie Media Leadership
- 2020 : prix Forum de Bamako du meilleur journaliste africain de la décennie[20]